# 今川河童駅
今川河童駅（いまがわかっぱえき）は、福岡県行橋市大字流末にある平成筑豊鉄道田川線の駅である。駅番号はHC28。
駅名は、今川のかっぱ伝説にちなんだものである。
山口県周南市に本社を置き来店型保険代理店「保険ひろば」を運営する国際貿易株式会社がネーミングライツを取得し、2009年（平成2年）4月1日より愛称付きの駅名が保険ひろばゆめタウン行橋店 今川河童駅となっていた。2022年（令和4年）4月現在は契約終了しており、今川河童駅に戻っている。

## 歴史
- 1990年（平成2年）10月1日：開業[1]。
- 2009年（平成21年）4月1日：ネーミングライツにより「保険ひろばゆめタウン行橋店」の愛称が付く[2]。

## 駅構造
単式ホーム1面1線を有する棒線の地上駅である。無人駅で駅舎はない。外部とは階段とスロープで結ばれ、バリアフリー対応である。

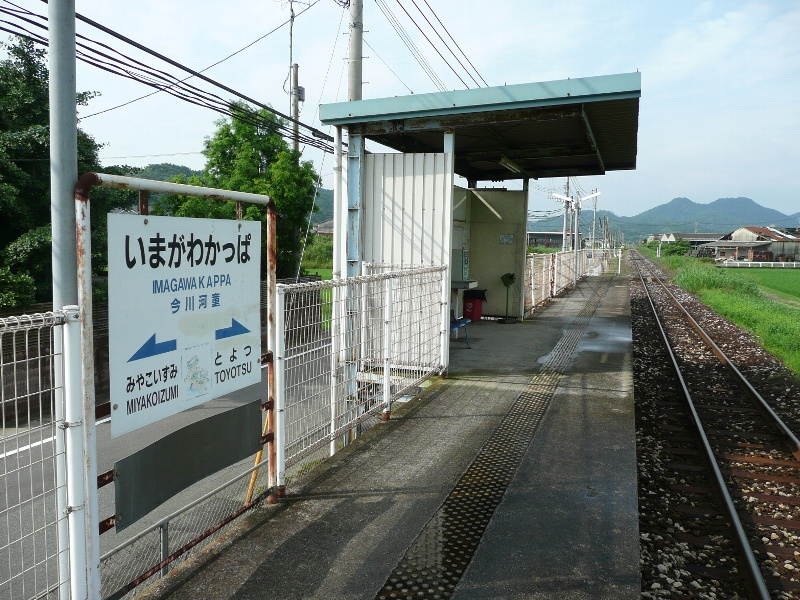
ホーム（2008年7月）

## 駅周辺
河童（カッパ）関連の施設が多い。
- 福岡県道34号行橋添田線
- 東九州自動車道
  - (2-1) 今川パーキングエリア/スマートIC・行橋今川バスストップ
- 今川
- きらきら星幼稚園
- 行橋今川郵便局
- デイリーヤマザキ行橋流末店

## 隣の駅
平成筑豊鉄道
■田川線
美夜古泉駅 (HC29) - 今川河童駅(HC28)  - 豊津駅 (HC27)